# 6. август
6. август (6.08.) је 218. дан у години по грегоријанском календару (219. у преступној години). До краја године има још 147 дана.

## Догађаји
- 1661 — Португал и Холандија потписали споразум према ком је Португал задржао Бразил, а Холандија Цејлон.
- 1796 — На Цетињу је Скупштина црногорских старешина изгласала „Стегу“, као први писани законски акт у Црној Гори.
- 1806 — Цар Франц I Хабзбуршки одрекао се титуле светог римског цара и прогласио се царем Аустрије, чиме престало да постоји Свето римско царство.
- 1807 — Српски просветитељ Доситеј Обрадовић прешао из Земуна у устаничку Србију, где је као први Карађорђев министар просвете остао до краја живота, 1811.
- 1825 — Боливија прогласила независност после готово три века шпанске владавине.
- 1890 — У њујоршком затвору Обурн погубљен убица Вилијам Кемлер. То је било прво извршење смртне казне на електричној столици.
- 1903 — Србија Дан рудара установљен је у знак сећања на 6. август 1903. када су се рудари Сењског рудника, код Деспотовца, штрајком изборили за повратак на посао тројице отпуштених колега, за скраћење радног времена и бесплатно уље за лампе за осветљавање јама, које су до тада сами плаћали.
- 1914 — Аустроугарска објавила рат Русији, а Србија и Црна Гора Немачкој у Првом светском рату.
- 1918 — Завршена је немачка офанзива на Марни. Последњи велики напад немачке војске у Првом светском рату завршен поразом, а око 100.000 немачких војника погинуло и повређено.
- 1926 — Америчка пливачица Гертруда Едерле постала прва жена која је препливала Ламанш. Пливање трајало 14 часова.
- 1932 — Отворен први Венецијански филмски фестивал.
- 1940 — Естонија ушла у састав СССР под називом Естонска Совјетска Социјалистичка Република.
- 1941 — Усташе су убиле око 600 становника села Пребиловци, углавном жена, деце и стараца.
- 1945 — Бачена је атомска бомба на Хирошиму, што је прво кориштење нуклеарног оружја у рату.
- 1962 — Јамајка је стекла пуну независност од Уједињеног Краљевства, више од 300 година пошто су је Енглези преотели од шпанских колониста 1655.
- 1965 — Амерички председник Линдон Џонсон је потписао Закон о праву гласа, чиме је он ступио на снагу.
- 1991 — Председништво Југославије једногласно усвојило одлуку о проглашењу потпуне и безусловне обуставе ватре на територији Републике Хрватске.
- 1995 — Хрватски авиони и артиљерија гађали српске избеглице које су у колонама напуштале територију Хрватске после офанзиве хрватске војске на Книнску Крајину.
- 1996 — Амерички научници објавили да су пронашли доказ да је на Марсу давно постојао живот, на основу испитивања остатака метеора пронађеног на Антарктику.
- 1997 — „Боинг 747“ „Коријан ерлајнса“ срушио се на путу из Сеула у близини аеродрома Гвам. Погинуло 228 путника и чланова посаде, а 26 их преживело.
- 1999 — Председник Русије Борис Јељцин затражио од Парламента да укине смртну казну у тој земљи.
- 2000 — Око 1.400 Литванаца признало да су као агенти или доушници радили за бившу совјетску тајну и обавештајну службу, КГБ. Литванија била под управом Совјетског Савеза од Другог светског рата до 1991.
- 2001 — Врховни суд Калифорније донео одлуку да произвођачи ватреног оружја не подлежу законској одговорности за криминалну употребу њиховог оружја.
- 2003 — Суд у Мадагаскару осудио је бившег председника Дидијера Рацирака на 10 година тешког рада због проневере јавних фондова вредних осам милиона америчких долара.
- 2008 — Војска Мауританије извела је државни удар против председника Сиди Мухамеда Абдулахија. Након хапшења председника и премијера сву власт је преузео Мохамед Улд Абдел Азиз.
- 2011 — Протестни марш због смрти Марка Дагана у лондонској четврти Тотенхем се окончао немирима, који су следеће четири ноћи изазвали талас насиља широм Енглеске.

## Рођења
- 1881 — Александер Флеминг, шкотски микробиолог. (прем. 1955)[1]
- 1911 — Лусил Бол, америчка глумица, комичарка, продуценткиња, певачица и модел. (прем. 1989)[2]
- 1925 — Барбара Бејтс, америчка глумица и певачица. (прем. 1969)
- 1925 — Лилијан Шовен, француско-америчка глумица, ТВ водитељка, редитељка, сценаристкиња, продуценткиња и професорка глуме. (прем. 2008)
- 1928 — Енди Ворхол, амерички сликар, публициста, редитељ и продуцент. (прем. 1987)
- 1936 — Дражен Јерковић, хрватски фудбалер и фудбалски тренер. (прем. 2008)
- 1951 — Владимир Бумбаширевић, српски лекар и академик, ректор Универзитета у Београду (2012—2018).[3]
- 1951 — Кетрин Хикс, америчка глумица.
- 1954 — Џон Мошита, амерички глумац.
- 1962 — Мишел Јео, кинеска глумица и плесачица.[4]
- 1965 — Лик Алфан, француски алпски скијаш и аутомобилиста.
- 1965 — Дејвид Робинсон, амерички кошаркаш.
- 1968 — Андреа Тринкијери, италијански кошаркашки тренер.
- 1972 — Џери Халивел, енглеска музичарка, списатељица и глумица.
- 1973 — Ејжа Карера, америчка порнографска глумица.
- 1973 — Вира Фармига, америчка глумица, редитељка и продуценткиња.
- 1978 — Андрија Милошевић, српско-црногорски глумац и ТВ водитељ.
- 1980 — Роман Вајденфелер, немачки фудбалер.
- 1980 — Невена Маџаревић, српска новинарка и ТВ водитељка.
- 1983 — Робин ван Перси, холандски фудбалер.
- 1983 — Данило Мијатовић, српски кошаркаш.
- 1984 — Ведад Ибишевић, босанскохерцеговачки фудбалер.
- 1984 — Маја Огњеновић, српска одбојкашица.
- 1990 — Андреја Милутиновић, српски кошаркаш.
- 1990 — Петар Орландић, црногорски фудбалер.
- 1992 — Јована Гузијан, српска новинарка, ТВ водитељка и модел.
- 1995 — Александар Везенков, бугарски кошаркаш.
- 2002 — Марко Гушић, српски кошаркаш.

## Смрти
- 1414 — Ладислав, напуљски краљ.
- 1637 — Бен Џонсон, енглески писац и глумац
- 1660 — Дијего Веласкез, шпански сликар.
- 1946 — Веселин Чајкановић српски историчар религије.[5]
- 1969 — Теодор Адорно, немачки филозоф и социолог.
- 1973 — Фулгенсио Батиста, кубански диктатор.
- 1978 — Папа Павле VI.[6][7]
- 2002 — Едсхер Дајкстра је био холандски информатичар који је 1972. године добио Тјурингову награду за своје фундаменталне доприносе развоју програмских језика
- 2004 — Рик Џејмс, пионир фанк музике, чији је хит из 1981. "Супер Фрик".
- 2009 — Савка Дабчевић-Кучар хрватска политичарка

## Празници и дани сећања
- 1945 — Први пут у историји нуклеарна енергија је искоришћена за убијање људи. Учинили су то Американци у Другом светском рату, бацивши нуклеарну бомбу на јапански град Хирошиму. Град је разорен, а 13 km² претворено је у пустош. Погинуло је око 117.000 људи, а од последица бачене бомбе страдало је још 217.137 људи.
- 1962 — Јамајка стекла независност после 300 година британске владавине.